# كيريل ميريتسكوف
المارشال كيريل أفاناسيفيتش ميريتسكوف (بالروسية: Кири́лл Афана́сьевич Мерецко́в) من مواليد 7 يونيو 1897 (بحسب التقويم الجديد أو 26 مايو 1897 بحسب التقويم القديم) وتوفي 30 ديسمبر 1968، قائد عسكري سوفيتي انضم للحزب الشيوعي السوفيتي عام 1917 وانضم لصفوف الجيش الأحمر عام 1920 وهو المسئول عن اختراق خط مانرهايم أثناء قيادته للجيش السابع خلال حرب الشتاء وهو ما أهّله سريعا لنيل لقب بطل الاتحاد السوفيتي بعد فترة وجيزة من تفوقه العسكري خلال الحرب.
ومع اندلاع الحرب العالمية الثانية ألقت مفوضية الشعب للشؤون الداخلية القبض على ميريتسكوف بتهمة الانضمام لخلية عسكرية ضالعة في التآمر على الاتحاد السوفيتي وإن أُفرج عنه بعد أشهر قليلة ليعود لقيادة الجيش السابع ثم جبهة فولخوف من بعده أثناء حصار لينينغراد قبل أن يقود الجبهة الكاريلية أثناء هجوم بيتسامو-شيركينس ومع اقتراب وضع الحرب لأوزاها، انتقل ميريتسكوف لقيادة جبهة الشرق الأقصى السوفيتي حيث قاد العمليات العسكرية أثناء الغزو السوفيتي لمنشوريا.

## وصلات خارجية
- كيريل ميريتسكوف (بالروسية)
- السيرة الذاتية لكيريل ميريتسكوف من موقع horono.com (بالروسية)
- ميريتسكوف، كيريل (1971). На службе народу (بالروسية) في خدمة الشعب. Imported Publications, Incorporated, (الترجمة الإنكليزية). مؤرشف من الأصل في 2009-01-21. {{استشهاد بكتاب}}: تجاهل المحلل الوسيط |الرقم المعياري= لأنه غير معروف، ويقترح استخدام |ردمك= (مساعدة)